# Телюков Василь Андрійович
Телю́ков Васи́ль Андрі́́йович (20 березня 1916, с. Кирило-Ганнівка, Зіньківський повіт, Полтавська губернія — 5 липня 1998, с. Саранчівка, Зіньківський район, Полтавська область) — командир відділення розвідки батареї 10-го гвардійського повітряно-десантного артилерійського полку (7-а гвардійська повітряно-десантна дивізія, 4-а гвардійська армія, 2-й Український фронт), гвардії старший сержант.